# It’s a Man’s World Promo Tour
Az It’s a Man’s World Promo Tour Cher It’s a Man’s World című albumának koncertkörútja volt

## Számlista
- The Shoop Shoop Song
- The Sun Ain’t Gonna Shine Anymore
- One by One
- Walking in Memphis
- If I Could Turn Back Time

- Not Enough Love in the World¹
- Paradise is Here²
- Save Up All Your Tears³

### Bónusz számok
- ¹ csak az európai előadásokon
- ² csak Ausztráliában
- ³ csak az USA-ban

## Turné dátumok
| Dátum.            | Show                   | Ország                    |               |
| Észak-Amerika     | Észak-Amerika          | Észak-Amerika             | Észak-Amerika |
| ----------------- | ---------------------- | ------------------------- | ------------- |
| 1996. március 5.  | Des O'connor Tonight   | Amerikai Egyesült Államok |               |
| 1996. március 13. | Top of The Pops        | Amerikai Egyesült Államok |               |
| 1996. március 21. | Letterman Show         | Amerikai Egyesült Államok |               |
| Európa            |                        |                           |               |
| 1996. május 8.    | Cabelle Family         | Németország               |               |
| 1996. május 12.   | Sopresa Performance    | Spanyolország             |               |
| 1996. május 14.   | Mundo de música        | Spanyolország             |               |
| 1996. május 23.   | Le soir Show           | Franciaország             |               |
| 1996. május 28.   | Tonight Show           | Nagy-Britannia            |               |
| 1996. május 31.   | Musical Number One     | Franciaország             |               |
| 1996. június 7.   | ?                      | Svédország                |               |
| Észak-Amerika     |                        |                           |               |
| 1996. október 13. | Oprah Winfrey Show     | Amerikai Egyesült Államok |               |
| 1996. október 16. | Charlie Rose Show      | Amerikai Egyesült Államok |               |
| Ausztrália        |                        |                           |               |
| 1996. december 5. | Tonight of Sydnei Show | Ausztrália                |               |

## Közreműködők
- Főénekes: Cher
- Háttérénekes: Patti Darcy Jones
- Háttérénekes/billentyűzet/zenei rendező: Paul Mirkovich
- Háttérénekes/elektromos gitár: David Barry
- Háttérénekes/billentyűzet: Darrel Smith
- Háttérénekes/basszusgitár: Don Boyette
- Dob: Mark Schulman
- Rendező: Doriana Sanchez
- Táncos: Bubba Carr
- Táncos: Suzanne Easter
- Táncos: Addie Yungmee